# Eitzing
Eitzing osztrák község Felső-Ausztria Riedi járásában. 2021 januárjában 878 lakosa volt.

## Elhelyezkedése

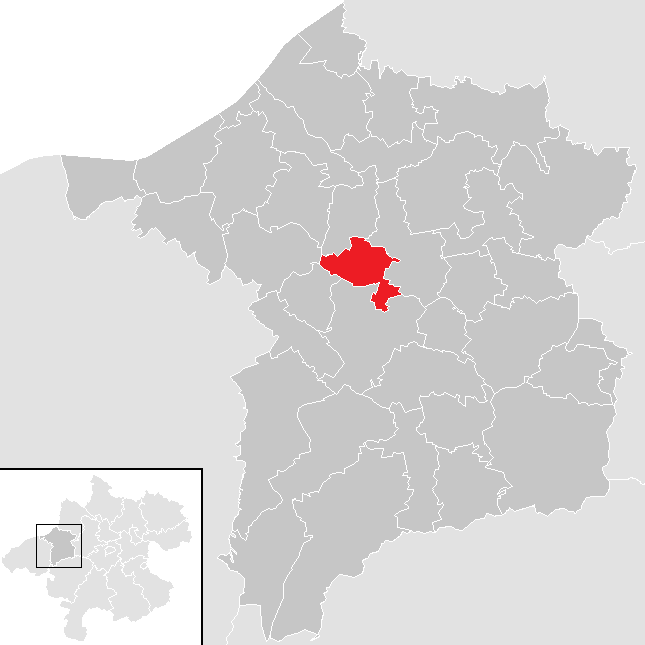
Eitzing a Ried im Innkreis-i járásban

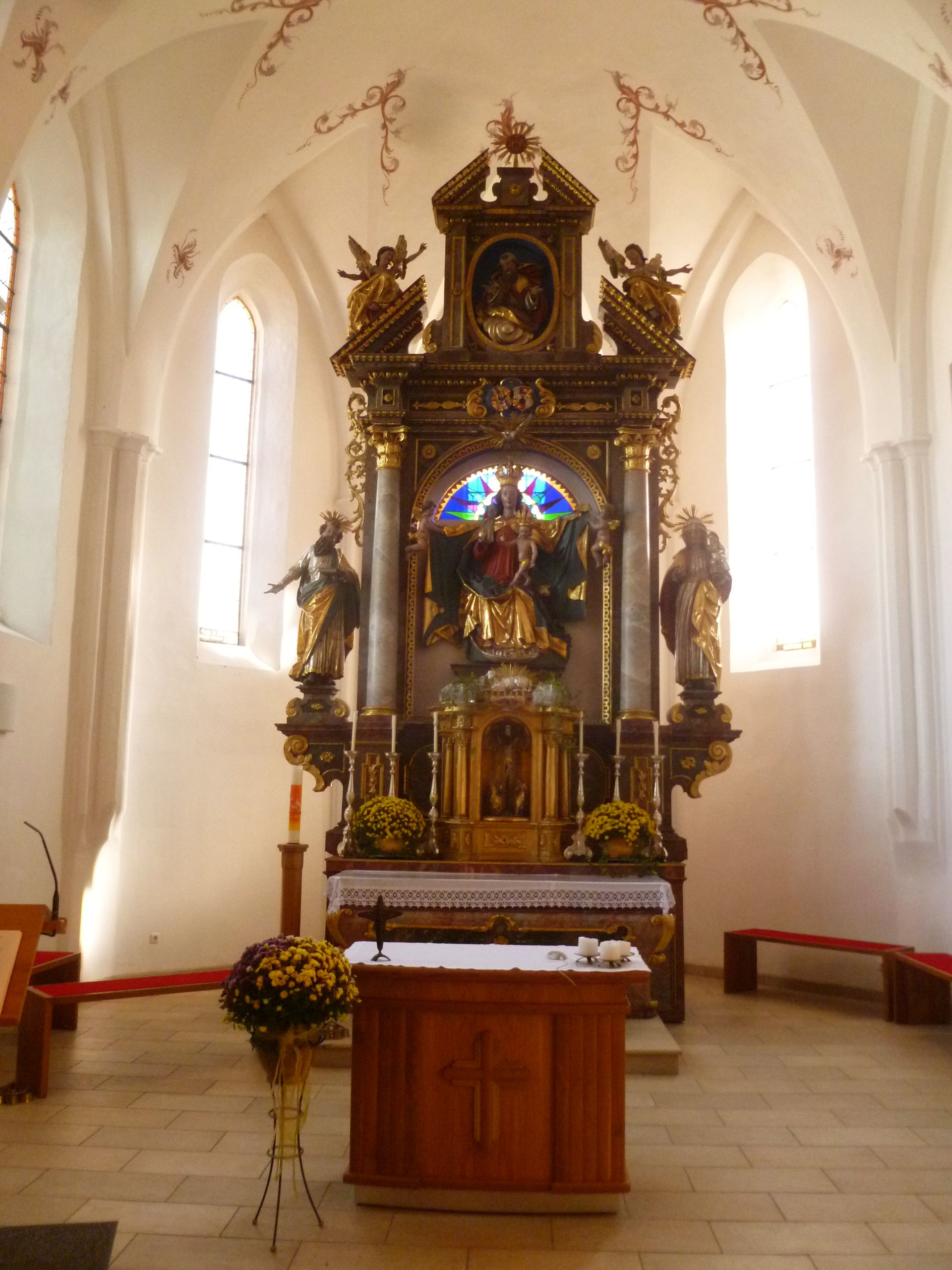
A templom főoltára

Eitzing a tartomány Innviertel régiójában fekszik, az Innvierteli-dombságon, a Kretschbach patak mentén. Területének 14,8%-a erdő, 76,7% áll mezőgazdasági művelés alatt. Az önkormányzat 10 települést és településrészt egyesít: Bankham (47 lakos 2021-ben), Ertlberg (23), Hofing (98), Kirchberg (15), Obereitzing (122), Probenzing (40), Sausack (21), Untereitzing (478), Ursprung (15) és Wöppelhub (19).
A környező önkormányzatok: északra Senftenbach, keletre Aurolzmünster, délre Mehrnbach, nyugatra Wippenham, északnyugatra Gurten.

## Története
A község neve az Izo személynévből származik, eredetileg Icingen néven ismerték. A legenda szerint egy bizonyos Izo a klánjával együtt 600 körül telepedett meg itt és tőle eredt az Eitzing nemzetség. Váruk Obereitzingben állt. A család a 15. század második felében halt ki, a birtokot pedig a Hohenfeldek örökölték, akik 1638-ban eladták Ortolf von Tattenbach grófnak. A 17. században a vár lakatlanná vált és romba dőlt.
A régió 1779-ig Bajorországhoz tartozott; ekkor a bajor örökösödési háborút lezáró tescheni béke Ausztriának ítélte az Innviertelt. 1784-ben II. József egyházrendeletét követően Eitzing önálló egyházközséggé vált. A napóleoni háborúk alatt a falu rövid időre visszatért a francia bábállam Bajországhoz, de 1816 után végleg Ausztriáé lett. Az önkormányzat 1881-ben alakult meg Eitzing, Berg és Kirchberg adókörzetek egyesítésével. Az 1938-as Anschluss után a települést a Harmadik Birodalom Oberdonaui gaujába sorolták be. A második világháborút követően visszatért Felső-Ausztriához.

## Lakosság
Az eitzingi önkormányzat területén 2021 januárjában 878 fő élt. A lakosságszám 1961 óta gyarapodó tendenciát mutat. 2019-ben az ittlakók 95,5%-a volt osztrák állampolgár; a külföldiek közül 2,5% a régi (2004 előtti), 0,9% az új EU-tagállamokból érkezett. 2001-ben a lakosok 95,1%-a római katolikusnak, 2,1% pedig felekezeten kívülinek vallotta magát. Ugyanekkor a legnagyobb nemzetiségi csoportot a németek (99,1%) mellett a horvátok alkották 0,9%-kal.
A népesség változása:

| 2016 | 769 |
| 2018 | 805 |

## Látnivalók
- a Szűz Mária mennybevétele-plébániatemplom. Főoltára 1637-ben készült.

## Fordítás
- Ez a szócikk részben vagy egészben  az   Eitzing című német Wikipédia-szócikk ezen változatának fordításán alapul.  Az eredeti cikk szerkesztőit annak laptörténete sorolja fel. Ez a jelzés csupán a megfogalmazás eredetét és a szerzői jogokat jelzi, nem szolgál a cikkben szereplő információk forrásmegjelöléseként.